# ماگنوس خوب
ماگنوس خوب (انگلیسی: Magnus the Good؛ c. ۱۰۲۴ – ۲۵ اکتبر ۱۰۴۷ (aged ۲۳)) یک پادشاه دانمارک اهل نروژ بود.